# Aller simple pour Manhattan
Pour plus de détails, voir Fiche technique et Distribution.
Aller simple pour Manhattan est un film français réalisé par Michel Ferry et sorti en 2002.

## Fiche technique
- Titre : Aller simple pour Manhattan
- Réalisation : Michel Ferry
- Scénario : Sarah Canner et Michel Ferry
- Photographie : Jean Coudsi
- Costumes : Martha Gretsch
- Décors : Mylène Graziano
- Son : William Flageollet et Jean-Claude Laureux
- Montage : Manuel Malle et Barbara von Wietershausen
- Musique : Jean-Pierre Sluys et Jean-Claude Ghrenassia
- Production : Nouvelles Éditions de Films (NEF) - Sammler - Taxila
- Pays :  France
- Durée : 78 minutes
- Date de sortie : France - 27 mars 2002

## Distribution
- Jérémie Covillault
- Sarah Zoe Canner
- Andrew Pang
- Brian Geraghty